# Goosebumps
Goosebumps (del inglés, «piel de gallina») es una serie de libros de terror y ciencia ficción para niños creada en 1992 por el escritor estadounidense R. L. Stine. La serie consta de un total de 62 libros, de los cuales, se lanzaron 60 para España, el último de los cuales (Sangre de monstruo IV) se publicó en 1999, mientras que en Hispanoamérica se publicaron 54 historias 
El nombre se tradujo en España como Pesadillas y en Hispanoamérica como Escalofríos. Otros títulos en distintos idiomas son: Chair de poule (francés), Gänsehaut (alemán), Piccoli Brividi (italiano), صرخة الرعب (árabe), グースバンプス (japonés), 구스범스 (coreano), ชมรมขนหัวลุก (tailandés), गूसबम्प्स (hindi), "צמרמורת" (hebreo), Grillers (africaans). Goosebumps es también el título de la serie de televisión basada en la colección de libros.

## Historia y características
El éxito de la serie llevó a la creación de varias adaptaciones. La serie inspiró tres juegos de mesa producidos por Milton Bradley,Terror en el Cementerio, Noche en la Torre del Terror y Un día en Horrorlandia, dos juegos de PC producida por DreamWorks interactivo titulado Goosebumps: Escape from HorrorLand y El ataque del mutante, y una serie de televisión muy conocida.
También se ha desarrollado un videojuego en DVD basado en estas obras de arte comercial.
Stine citó en su autobiografía que La noche del muñeco viviente era su libro favorito de la serie Goosebumps. Su protagonista es el muñeco de ventrílocuo Slappy, que se ha ganado la reputación de los antagonistas más populares de esta serie de libros. Aparece en La noche del muñeco viviente I, II y III, en La pesadilla de Slappy, en La novia del muñeco viviente (ambos de la colección Pesadillas 2000) y en el nuevo libro de Goosebumps Horrorland: La venganza del muñeco viviente.
La serie Sangre de Monstruo también es muy popular entre los aficionados, pero no tanto como la anterior. Hubo tres secuelas después del primer libro, y otro de Goosebumps Horrorland: ¡Sangre de Monstruo para desayunar!. Otro libro que también ha sido muy popular en esta serie fue el primero de la colección: Un día en Horrorlandia, que más tarde escribió Lo siento, Regreso a Horrorlandia y luego toda la serie de Goosebumps Horrorland. Se fabricaron juegos de mesa, uno era titulado Escape from Horrorland y el otro era un juego para PC.
La máscara maldita, otro título de la colección Pesadillas (Goosebumps), y su secuela La máscara maldita II fueron otros dos libros muy populares, que fueron llevados a dos episodios de la serie de televisión. Stine escribió otra secuela llamada El grito de la máscara perdida, perteneciente a la nueva colección Goosebumps Horrorland, titulada en España simplemente Horrorland. Incluso hubo una reproducción de la máscara que vendían en algunas tiendas.
El libro La sonrisa de la muerte fue también un libro aclamado por los aficionados, habiendo una secuela titulada La otra sonrisa de la muerte, y otro libro estrenado en Goosebumps Horrorland llamado Mira a cámara y ¡Muere gritando!, siendo el octavo libro de esta serie.
El retorno de la momia, un libro también muy popular, ha tenido también su secuela en Goosebumps Horrorland que se ha llamado ¿Quién es esa momia?.
Otros libros también muy recordados han sido Visita Aterradora, El hombre lobo del pantano, Los espantapájaros andan a medianoche y El abominable hombre de las nieves.
Muchas de las criaturas de los distintos libros son el hámster de Sangre de Monstruo II, Slappy de La noche del muñeco viviente, los horrores de Un día en Horrorlandia, el hombre de las nieves de El abominable hombre de las nieves, Amaz-O de El mago diabólico o los monstruos de los huevos de Monstruos de Marte. Amaz-O de El mago diabólico y Evan Ross de Sangre de monstruo serían representados como estrellas invitadas en Regreso a Horrorlandia.
Stine también ha citado a Zumo de Cerebro y a La invasión de los estrujadores (ambos de la serie Pesadillas 2000) como unos de sus libros favoritos.
En general, la serie en sí fue muy popular y ayudó a generar un gran número de libros que buscaban el mismo tema que el de Pesadillas, como Escalofríos de Betsy Hayne o Fantasville de Christopher Pike.

### Las portadas
Las portadas originales de los libros (Pesadillas y Pesadillas 2000) son ilustradas (por el artista Tim Jacobus) coloridamente, con una técnica de caricatura semirrealista que muestra alguna escena, personaje o hecho terrorífico. Las portadas varían con cada libro. 
Las portadas de En busca de tus pesadillas (del número 25 en adelante y todas las ediciones especiales) fueron realizadas por Craig White.
Las ilustraciones de Goosebumps Horrorland han sido creadas por Steve Scott y Brandon Dorman.

### Protagonistas y características
El protagonista principal de una historia de Pesadillas / Escalofríos, es a menudo situado en una ubicación remota o de alguna manera aislada en algunas situaciones. Esto puede ser tan simplista como confortables áreas suburbanas, o tan exageradas como los internados, los pueblos extranjeros, cámpines, casas familiares de desconocidos o zonas de ultramar. Hay libros que frecuentan los temas de personajes que se han mudado recientemente (Melodía siniestra, ¡Hay algo vivo!), o están de vacaciones con amigos y familiares (Sangre de Monstruo, Cómo matar a un monstruo o El retorno de la momia).
Los libros de la serie Pesadillas muestran muchas veces estructuras homogéneas con niños normales que se involucran en situaciones de auténtico terror, y después del conflicto central no se soluciona. Tras haber terminado el libro, Stine incluye de 1 a 3 proyectos de los libros siguientes.

### Giro final / Twist Ending
Muchos de los libros cuentan con un giro al final, similar al formato de televisión como The Twilight Zone, como por ejemplo: 
- La noche del muñeco viviente donde los protagonistas pasan la mayor parte de la novela peleando con el muñeco asesino. Además de que en la tercera de la saga un muñeco viviente "Rocky", previamente malvado, se les une a la familia O'Dells para detener a Slappy (el principal antagonista)
- En Terror en la Biblioteca, basado en otro libro, los padres se convierten en monstruos y devoran al villano.
- En El Cuckoo maldito, Michael (el protagonista), tuerce la cabeza de un reloj de cucú que marca también el año, y con ello viaja al pasado, llegando a cuando era un bebé (y por lo tanto, antes de que naciera su hermana malcriada Tara). Cuando consigue volver al presente, se encuentra en lo que parece el presente, pero el dial que marca los años no incluye el año 1988 (año en el que nació Tara) y Tara nunca ha existido.
- Uno de estos "giros" más conocidos es en Aventura Espeluznante, que los protagonistas resultan ser perros (como resultado de un experimento científico).
- Y, por ejemplo, en otros libros (Melodía siniestra), el final es totalmente feliz, en la que el protagonista sale bien parado de sus experiencias.

## Adaptaciones

### Televisión
Se hizo una serie basada en los libros con el mismo título (depende del país). Esta serie fue transmitida por Mega en Chile, Antena 3 en España, Canal 5 en México, y Jetix en el resto de países de habla hispana.
Los lemas del programa en sus versiones en castellano son "Temblad muchachos, temblad, qué miedo vais a pasar" en España y "Cuidado espectador, está a punto de llevarse un susto" en Hispanoamérica.
Después del 1 de octubre de 2008, Cartoon Network (Estados Unidos) hizo un spin-off de la serie. El canal The Hub planea emitir la serie en los Estados Unidos.  
El 28 de abril de 2020, se anunció que se estaba preparando una nueva serie de televisión de acción en vivo de Goosebumps por Scholastic Entertainment, Sony Pictures Television y la productora de Neal H. Moritz, Original Film. En febrero de 2022, se anunció que la serie se dirigirá a Disney+.

### Películas y videojuegos
Columbia Pictures ha adquirido los derechos de Scholastic para crear una película de Goosebumps. En mayo de 2008 se estaba buscando un escritor para el guion. La película se estrenó a fines de 2008, se llamó La hora del terror y fue protagonizada por Emily Osment.
En 2015, dirigida por Rob Letterman y protagonizada por Jack Black, se estrena Pesadillas.
Por otra parte, en octubre de 2008 se estrenó el videojuego Escalofríos en Horrorlandia. En 1997 se lanzó El ataque del mutante para PC, también de Horrorlandia.

## Colecciones de libros
Además de los episodios listados más abajo, Pesadillas/Escalofríos ha tenido varias ediciones especiales, entre ellas En busca de tus pesadillas, Pesadillas Edición Monstruo, Pesadillas Graphix, y Goosebumps Horrorland, aparte de Pesadillas 2000, de donde vienen: La pesadilla de Slappy, El aullido del gato y Una profesora bestial.      

### Lista de libros edición originalPesadillas
1. Un día en Horrorlandia
2. Los espantapájaros andan a medianoche
3. Peligro en las profundidades
4. La casa de la muerte
5. ¡No bajes al sótano!
6. La sonrisa de la muerte
7. Sangre de monstruo
8. ¡Invisibles!
9. Terror en la biblioteca
10. Pánico en el campamento
11. Visita aterradora
12. La máscara maldita
13. Melodía siniestra
14. La repugnante cara del terror
15. Mutación fatal
16. Sangre de monstruo II
17. El ataque del mutante
18. Aventura espeluznante
19. Noche en la torre del terror
20. El cuco maldito
21. Sangre de monstruo III
22. ¡Hay algo vivo!
23. El fantasma aullador
24. Horror en Jellyjam
25. La noche del muñeco viviente *
26. La venganza de los gnomos
27. La máscara maldita II
28. La cabeza reducida *
29. La noche del muñeco viviente II
30. Deseos peligrosos
31. El hombre lobo del pantano
32. La playa del fantasma
33. El retorno de la momia
34. El fantasma del auditorio
35. Pánico en la calle del miedo
36. El fantasma sin cabeza
37. El abominable hombre de las nieves
38. La noche del muñeco viviente III
39. El mago diabólico
40. Monstruos de Marte
41. ¡Sálvese quien pueda!
42. La otra sonrisa de la muerte
43. Campamento espectral
44. Cómo matar a un monstruo
45. La leyenda perdida
46. La venganza de Halloween
47. Aliento del vampiro
48. ¡Llamada a los bichos raros!
49. Cuidado con el muñeco de nieve
50. Cómo aprendí a volar
51. Los labios de Cristal
52. No te vayas a dormir
53. El monstruo baboso
54. El campamento del lago maldito
55. Mi mejor amigo es invisible
56. Peligro en las profundidades II
57. La escuela embrujada
58. El misterio de los hombres lobo
59. El monstruo del sótano
60. Sangre de monstruo IV

(Nota: algunos de los títulos cambian dependiendo de la edición. La colección se llamó "Pesadillas" y fue publicada por Ediciones B en España.)
"La maldición de la momia" también fue publicado, compartiendo el número 5 en la edición en español.
"Go eat worms" fue el libro que no se publicó en español.

### Lista de libros Pesadillas 2000
1. El aullido del gato
2. La novia del muñeco viviente
3. Una profesora bestial
4. La invasión de los estrujadores (I)
5. La invasión de los estrujadores (II)
6. El gemelo perverso
7. Venganzas, S.A.
8. El campamento del terror
9. ¿Tienes miedo?
10. Los monstruos sin cabeza
11. Los usurpadores de cuerpos
12. Zumo de cerebro
13. Regreso a Horrorlandia
14. Jekyll y Heidi
15. Escuela del terror
16. La momia se acerca
17. Un hombre lobo en el salón
18. Los horrores del anillo negro
19. Retorno al campamento espectral
20. El juego del terror
21. El coche fantasma
22. Fiebre de plenilunio
23. La pesadilla de Slappy
24. El ataque de los terrícolas cretinos
25. Un fantasma en el espejo

### Lista de libros de Escalofríos
1. Bienvenidos a la casa de la muerte
2. ¡Aléjate del sótano!
3. Sangre de monstruo
4. ¡Sonríe y muérete
5. La maldición de la momia
6. Volvámonos invisibles
7. La noche del muñeco viviente
8. La niña y el monstruo
9. El campo de las pesadillas
10. El fantasma de al lado
11. ¡Cuidado con tus deseos!
12. El hombre lobo del pantano
13. ¡A mí no me asustas!
14. Problemas profundos
15. El espantapájaros ronda a la media noche
16. Playa fantasma
17. El ataque del mutante
18. Una noche en la Torre del terror
19. El reloj fatal
20. Terror en la cocina
21. Lecciones peligrosas
22. Mi más terrible aventura
23. El fantasma del auditorio
24. El regreso de la momia
25. La máscara hechizada
26. Un día en el parque del horror
27. Sangre de monstruo II
28. Por qué temo a las abejas
29. Monstruos de marte
30. Horror en la calle shock
31. Desapariciones en el campo deportivo
32. La bestia del oriente
33. El fantasma que ladra
34. El abominable monstruo de Pasadena
35. Sangre de monstruo III
36. El fantasma sin cabeza
37. La cabeza mágica
38. La noche del muñeco viviente II
39. El conejo malvado
40. La venganza de los gnomos del jardín
41. La noche del muñeco viviente III
42. La leyenda de la leyenda perdida
43. Piel de hombre lobo
44. Cómo matar a un monstruo
45. El ataque de las calabazas

(Nota: Estos son los 45 títulos publicados por la editorial Norma para Latinoamérica. Scholastic ha publicado algunos de estos también, incluyendo algunos que no fueron publicados por Editorial Norma).